# Campeonato Brasileiro de Futebol Feminino 2025 - Série A3
Die Campeonato Brasileiro de Futebol Feminino 2025 - Série A3 ist die vierte Spielzeit der dritten Spielklasse der nationalen Fußballmeisterschaft der Frauen von Brasilien, die von der Confederação Brasileira de Futebol organisiert wird.

## Termin
Der Terminkalender für die Saison 2025 der Série A3 wurde am 17. Januar 2025 von der CBF bekanntgegeben, demnach diese am 26. April 2025 mit dem ersten Spieltag eröffnet und am 5. Juli 2025 mit dem letzten Finalspiel beendet werden soll.

## Modus
In dem, im Vergleich zu den Ligawettbewerben der Vorjahre, reformierten Turniermodus, bestreiten die in acht Gruppen zu je vier Vereinen aufgeteilten 32 Teilnehmer eine Qualifikationsrunde. Jeder Verein spielt einmal gegen jeden Konkurrenten seiner Gruppe, womit jeder teilnehmende Verein mindestens drei Spiele absolviert. Die zwei Besten einer Gruppe sind für die Finalrunde qualifiziert, die dann ab dem Achtelfinale im K.-o.-Turnier mit Hin- und Rückspielen ausgetragen wird. Die vier Halbfinalisten werden dabei als Aufsteiger für die Série A2 der folgenden Saison ermittelt. Beide Finalisten kommen damit auf insgesamt elf Spiele.

## Teilnehmende Vereine
Das Teilnehmerfeld umfasst 32 Vereine, deren Qualifikation über die Meisterschaften der Bundesstaaten des Vorjahres ermittelt wurden.
| Verein                   | Stadt                 | Bundesstaat         | Qualifikation                  |
| ------------------------ | --------------------- | ------------------- | ------------------------------ |
| Esportiva VF4 (1)        | João Pessoa           | Paraíba             | Absteiger Série-A2 2024        |
| Doce Mel EC              | Ipiaú                 | Bahia               | Absteiger Série-A2 2024        |
| Grêmio Recanto           | Manaus                | Amazonas            | Absteiger Série-A2 2024        |
| UD Alagoana              | Maceió                | Alagoas             | Absteiger Série-A2 2024        |
| Galvez EC                | Rio Branco            | Acre                | Staatsmeisterschaft 2024: 1.   |
| AE Guarani de Paripueira | Paripueira            | Alagoas             | Staatsmeisterschaft 2024: 2.   |
| Ypiranga Clube           | Macapá                | Amapá               | Staatsmeisterschaft 2024: 1.   |
| EC Tarumã                | Manaus                | Amazonas            | Staatsmeisterschaft 2024: 2.   |
| Alagoinhas AC            | Alagoinhas            | Bahia               | Staatsmeisterschaft 2024: 3.   |
| Ceará SC                 | Fortaleza             | Ceará               | Staatsmeisterschaft 2024: 1.   |
| CRESSPOM                 | Brasília              | Distrito Federal    | Distriktmeisterschaft 2024: 3. |
| Prosperidade FC          | Vargem Alta           | Espírito Santo      | Staatsmeisterschaft 2024: 1.   |
| Vila Nova FC             | Goiânia               | Goiás               | Staatsmeisterschaft 2024: 1.   |
| IAPE FC                  | São Luís              | Maranhão            | Staatsmeisterschaft 2024: 1.   |
| Operário-MT              | Várzea Grande         | Mato Grosso         | Staatsmeisterschaft 2024: 1.   |
| Operário-MS              | Campo Grande          | Mato Grosso do Sul  | Staatsmeisterschaft 2024: 1.   |
| Itabirito FC             | Itabirito             | Minas Gerais        | Staatsmeisterschaft 2024: 3.   |
| Tuna Luso                | Belém                 | Pará                | Staatsmeisterschaft 2024: 1.   |
| Mixto EC                 | João Pessoa           | Paraíba             | Staatsmeisterschaft 2024: 1.   |
| Toledo EC                | Toledo                | Paraná              | Staatsmeisterschaft 2024: 3.   |
| Ipojuca AC               | Ipojuca               | Pernambuco          | Staatsmeisterschaft 2024: 2.   |
| Atlético Piauiense       | Teresina              | Piauí               | Staatsmeisterschaft 2024: 1.   |
| AF Pérolas Negras        | Resende               | Rio de Janeiro      | Staatsmeisterschaft 2024: 5.   |
| SE União                 | Extremoz              | Rio Grande do Norte | Staatsmeisterschaft 2024: 1.   |
| SERC Brasil              | Farroupilha           | Rio Grande do Sul   | Staatsmeisterschaft 2024: 4.   |
| Rolim de Moura EC        | Rolim de Moura        | Rondônia            | Staatsmeisterschaft 2024: 1.   |
| São Raimundo EC          | Boa Vista             | Roraima             | Staatsmeisterschaft 2024: 2.   |
| Criciúma EC              | Criciúma              | Santa Catarina      | Staatsmeisterschaft 2024: 2.   |
| AE Realidade Jovem       | São José do Rio Preto | São Paulo           | Staatsmeisterschaft 2024: 9.   |
| Pinda SC                 | Pindamonhangaba       | São Paulo           | Staatsmeisterschaft 2024: 10.  |
| Esportivo Juventude      | Estância              | Sergipe             | Staatsmeisterschaft 2024: 1.   |
| 100 Limites FC (2)       | Araguaína             | Tocantins           | Staatsmeisterschaft 2024: 1.   |
| Coritiba FC              | Curitiba              | Paraná              | Série A3 2024 – 06.            |
| Manaus FC                | Manaus                | Amazonas            | CBF-Ranking                    |

## Turnierverlauf

### Qualifikationsrunde
Gruppe A
| Pl.                 | Verein            | Sp. | S | U | N | Tore    | Diff. | Punkte |
| ------------------- | ----------------- | --- | - | - | - | ------- | ----- | ------ |
| 1.                  | Galvez EC         | 3   | 3 | 0 | 0 | 009:400 | +5    | 09     |
| 2.                  | Rolim de Moura EC | 3   | 1 | 1 | 1 | 012:300 | +9    | 04     |
| 3.                  | EC Tarumã         | 3   | 1 | 1 | 1 | 008:300 | +5    | 04     |
| 4.                  | Grêmio Recanto    | 3   | 0 | 0 | 3 | 002:210 | −19   | 0      |
| Stand: 10. Mai 2025 |                   |     |   |   |   |         |       |        |

| Spielplan Gruppe A0 | Spielplan Gruppe A0 | Spielplan Gruppe A0 | Spielplan Gruppe A0 | Spielplan Gruppe A0 |
| ------------------- | ------------------- | ------------------- | ------------------- | ------------------- |
| 1. Spieltag         |                     |                     |                     |                     |
| 25.04.2025          | Grêmio Recanto      | –                   | EC Tarumã           | 0:6                 |
| 27.04.2025          | Galvez EC           | –                   | Rolim de Moura EC   | 2:1                 |
| 2. Spieltag         |                     |                     |                     |                     |
| 03.05.2025          | EC Tarumã           | –                   | Galvez EC           | 1:2                 |
| 03.05.2025          | Rolim de Moura EC   | –                   | Grêmio Recanto      | 10:0                |
| 3. Spieltag         |                     |                     |                     |                     |
| 10.05.2025          | EC Tarumã           | –                   | Rolim de Moura EC   | 1:1                 |
| 10.05.2025          | Grêmio Recanto      | –                   | Galvez EC           | 2:5                 |

Gruppe B
| Pl.                 | Verein       | Sp. | S | U | N | Tore    | Diff. | Punkte |
| ------------------- | ------------ | --- | - | - | - | ------- | ----- | ------ |
| 1.                  | Vila Nova FC | 3   | 3 | 0 | 0 | 007:200 | +5    | 09     |
| 2.                  | Operário-MS  | 3   | 2 | 0 | 1 | 006:600 | ±0    | 06     |
| 3.                  | CRESSPOM     | 3   | 0 | 1 | 2 | 000:200 | −2    | 01     |
| 4.                  | Operário-MT  | 3   | 0 | 1 | 2 | 006:900 | −3    | 01     |
| Stand: 10. Mai 2025 |              |     |   |   |   |         |       |        |

| Spielplan Gruppe B0 | Spielplan Gruppe B0 | Spielplan Gruppe B0 | Spielplan Gruppe B0 | Spielplan Gruppe B0 |
| ------------------- | ------------------- | ------------------- | ------------------- | ------------------- |
| 1. Spieltag         |                     |                     |                     |                     |
| 26.04.2025          | CRESSPOM            | –                   | Vila Nova FC        | 0:1                 |
| 27.04.2025          | Operário-MS         | –                   | Operário-MT         | 5:4                 |
| 2. Spieltag         |                     |                     |                     |                     |
| 03.05.2025          | Vila Nova FC        | –                   | Operário-MS         | 2:0                 |
| 04.05.2025          | Operário-MT         | –                   | CRESSPOM            | 0:0                 |
| 3. Spieltag         |                     |                     |                     |                     |
| 10.05.2025          | Vila Nova FC        | –                   | Operário-MT         | 4:2                 |
| 10.05.2025          | CRESSPOM            | –                   | Operário-MS         | 0:1                 |

Gruppe C
| Pl.                 | Verein             | Sp. | S | U | N | Tore    | Diff. | Punkte |
| ------------------- | ------------------ | --- | - | - | - | ------- | ----- | ------ |
| 1.                  | AF Pérolas Negras  | 3   | 2 | 1 | 0 | 004:100 | +3    | 07     |
| 2.                  | Itabirito FC       | 3   | 1 | 2 | 0 | 003:200 | +1    | 05     |
| 3.                  | AE Realidade Jovem | 3   | 0 | 2 | 1 | 001:300 | −2    | 02     |
| 4.                  | Pinda SC           | 3   | 0 | 1 | 2 | 000:200 | −2    | 01     |
| Stand: 11. Mai 2025 |                    |     |   |   |   |         |       |        |

| Spielplan Gruppe C0 | Spielplan Gruppe C0 | Spielplan Gruppe C0 | Spielplan Gruppe C0 | Spielplan Gruppe C0 |
| ------------------- | ------------------- | ------------------- | ------------------- | ------------------- |
| 1. Spieltag         |                     |                     |                     |                     |
| 26.04.2025          | AF Pérolas Negras   | –                   | Itabirito FC        | 1:1                 |
| 27.04.2025          | Pinda SC            | –                   | AE Realidade Jovem  | 0:0                 |
| 2. Spieltag         |                     |                     |                     |                     |
| 03.05.2025          | Itabirito FC        | –                   | Pinda SC            | 1:0                 |
| 03.05.2025          | AE Realidade Jovem  | –                   | AF Pérolas Negras   | 0:2                 |
| 3. Spieltag         |                     |                     |                     |                     |
| 11.05.2025          | Pinda SC            | –                   | AF Pérolas Negras   | 0:1                 |
| 11.05.2025          | AE Realidade Jovem  | –                   | Itabirito FC        | 1:1                 |

Gruppe D
| Pl.                 | Verein      | Sp. | S | U | N | Tore    | Diff. | Punkte |
| ------------------- | ----------- | --- | - | - | - | ------- | ----- | ------ |
| 1.                  | Coritiba FC | 3   | 3 | 0 | 0 | 007:200 | +5    | 09     |
| 2.                  | SERC Brasil | 3   | 2 | 0 | 1 | 005:200 | +3    | 06     |
| 3.                  | Criciúma EC | 3   | 1 | 0 | 2 | 008:600 | +2    | 03     |
| 4.                  | Toledo EC   | 3   | 0 | 0 | 3 | 002:120 | −10   | 0      |
| Stand: 11. Mai 2025 |             |     |   |   |   |         |       |        |

| Spielplan Gruppe D0 | Spielplan Gruppe D0 | Spielplan Gruppe D0 | Spielplan Gruppe D0 | Spielplan Gruppe D0 |
| ------------------- | ------------------- | ------------------- | ------------------- | ------------------- |
| 1. Spieltag         |                     |                     |                     |                     |
| 26.04.2025          | SERC Brasil         | –                   | Criciúma EC         | 3:1                 |
| 27.04.2025          | Toledo EC           | –                   | Coritiba FC         | 1:4                 |
| 2. Spieltag         |                     |                     |                     |                     |
| 04.05.2025          | Criciúma EC         | –                   | Toledo EC           | 6:1                 |
| 04.05.2025          | Coritiba FC         | –                   | SERC Brasil         | 1:0                 |
| 3. Spieltag         |                     |                     |                     |                     |
| 11.05.2025          | SERC Brasil         | –                   | Toledo EC           | 2:0                 |
| 11.05.2025          | Criciúma EC         | –                   | Coritiba FC         | 1:2                 |

Gruppe E
| Pl.                 | Verein          | Sp. | S | U | N | Tore    | Diff. | Punkte |
| ------------------- | --------------- | --- | - | - | - | ------- | ----- | ------ |
| 1.                  | Ypiranga Clube  | 3   | 2 | 1 | 0 | 005:300 | +2    | 07     |
| 2.                  | Tuna Luso       | 3   | 1 | 1 | 1 | 003:300 | ±0    | 04     |
| 3.                  | São Raimundo EC | 3   | 1 | 0 | 2 | 004:300 | +1    | 03     |
| 4.                  | Manaus FC       | 3   | 1 | 0 | 2 | 003:600 | −3    | 03     |
| Stand: 12. Mai 2025 |                 |     |   |   |   |         |       |        |

| Spielplan Gruppe E0 | Spielplan Gruppe E0 | Spielplan Gruppe E0 | Spielplan Gruppe E0 | Spielplan Gruppe E0 |
| ------------------- | ------------------- | ------------------- | ------------------- | ------------------- |
| 1. Spieltag         |                     |                     |                     |                     |
| 26.04.2025          | Ypiranga Clube      | –                   | São Raimundo EC     | 1:0                 |
| 28.04.2025          | Manaus FC           | –                   | Tuna Luso           | 1:0                 |
| 2. Spieltag         |                     |                     |                     |                     |
| 03.05.2025          | Tuna Luso           | –                   | Ypiranga Clube      | 1:1                 |
| 03.05.2025          | São Raimundo EC     | –                   | Manaus FC           | 3:0                 |
| 3. Spieltag         |                     |                     |                     |                     |
| 12.05.2025          | São Raimundo EC     | –                   | Tuna Luso           | 1:2                 |
| 12.05.2025          | Ypiranga Clube      | –                   | Manaus FC           | 3:2                 |

Gruppe F
| Pl.                 | Verein             | Sp. | S | U | N | Tore    | Diff. | Punkte |
| ------------------- | ------------------ | --- | - | - | - | ------- | ----- | ------ |
| 1.                  | Atlético Piauiense | 3   | 3 | 0 | 0 | 013:200 | +11   | 09     |
| 2.                  | Ceará SC           | 3   | 2 | 0 | 1 | 008:300 | +5    | 06     |
| 3.                  | SE União           | 3   | 1 | 0 | 2 | 007:300 | +4    | 03     |
| 4.                  | IAPE FC            | 3   | 0 | 0 | 3 | 001:210 | −20   | 0      |
| Stand: 10. Mai 2025 |                    |     |   |   |   |         |       |        |

| Spielplan Gruppe F0 | Spielplan Gruppe F0 | Spielplan Gruppe F0 | Spielplan Gruppe F0 | Spielplan Gruppe F0 |
| ------------------- | ------------------- | ------------------- | ------------------- | ------------------- |
| 1. Spieltag         |                     |                     |                     |                     |
| 25.04.2025          | SE União            | –                   | Atlético Piauiense  | 0:1                 |
| 26.04.2025          | Ceará SC            | –                   | IAPE                | 5:0                 |
| 2. Spieltag         |                     |                     |                     |                     |
| 03.05.2025          | IAPE                | –                   | SE União            | 0:7                 |
| 03.05.2025          | Atlético Piauiense  | –                   | Ceará SC            | 3:1                 |
| 3. Spieltag         |                     |                     |                     |                     |
| 10.05.2025          | IAPE                | –                   | Atlético Piauiense  | 1:9                 |
| 10.05.2025          | Ceará SC            | –                   | SE União            | 2:0                 |

Gruppe G
| Pl.                 | Verein                   | Sp. | S | U | N | Tore    | Diff. | Punkte |
| ------------------- | ------------------------ | --- | - | - | - | ------- | ----- | ------ |
| 1.                  | UD Alagoana              | 3   | 3 | 0 | 0 | 008:100 | +7    | 09     |
| 2.                  | Ipojuca AC               | 3   | 2 | 0 | 1 | 004:500 | −1    | 06     |
| 3.                  | Mixto EC                 | 3   | 1 | 0 | 2 | 005:400 | +1    | 03     |
| 4.                  | AE Guarani de Paripueira | 3   | 0 | 0 | 3 | 001:800 | −7    | 0      |
| Stand: 10. Mai 2025 |                          |     |   |   |   |         |       |        |

| Spielplan Gruppe G0 | Spielplan Gruppe G0      | Spielplan Gruppe G0 | Spielplan Gruppe G0      | Spielplan Gruppe G0 |
| ------------------- | ------------------------ | ------------------- | ------------------------ | ------------------- |
| 1. Spieltag         |                          |                     |                          |                     |
| 25.04.2025          | Mixto EC                 | –                   | AE Guarani de Paripueira | 3:0                 |
| 27.04.2025          | UD Alagoana              | –                   | Ipojuca AC               | 3:0                 |
| 2. Spieltag         |                          |                     |                          |                     |
| 04.05.2025          | AE Guarani de Paripueira | –                   | UD Alagoana              | 0:3                 |
| 04.05.2025          | Ipojuca AC               | –                   | Mixto EC                 | 2:1                 |
| 3. Spieltag         |                          |                     |                          |                     |
| 10.05.2025          | Ipojuca AC               | –                   | AE Guarani de Paripueira | 2:1                 |
| 10.05.2025          | UD Alagoana              | –                   | Mixto EC                 | 2:1                 |

Gruppe H
| Pl.                 | Verein              | Sp. | S | U | N | Tore    | Diff. | Punkte |
| ------------------- | ------------------- | --- | - | - | - | ------- | ----- | ------ |
| 1.                  | Doce Mel EC         | 3   | 2 | 1 | 0 | 006:100 | +5    | 07     |
| 2.                  | Esportivo Juventude | 3   | 1 | 1 | 1 | 005:500 | ±0    | 04     |
| 3.                  | Prosperidade FC     | 3   | 1 | 1 | 1 | 003:400 | −1    | 04     |
| 4.                  | Alagoinhas AC       | 3   | 0 | 1 | 2 | 005:900 | −4    | 01     |
| Stand: 10. Mai 2025 |                     |     |   |   |   |         |       |        |

| Spielplan Gruppe H0 | Spielplan Gruppe H0 | Spielplan Gruppe H0 | Spielplan Gruppe H0 | Spielplan Gruppe H0 |
| ------------------- | ------------------- | ------------------- | ------------------- | ------------------- |
| 1. Spieltag         |                     |                     |                     |                     |
| 26.04.2025          | Prosperidade FC     | –                   | Esportivo Juventude | 1:0                 |
| 27.04.2025          | Doce Mel EC         | –                   | Alagoinhas AC       | 3:0                 |
| 2. Spieltag         |                     |                     |                     |                     |
| 03.05.2025          | Esportivo Juventude | –                   | Doce Mel EC         | 1:1                 |
| 04.05.2025          | Alagoinhas AC       | –                   | Prosperidade FC     | 2:2                 |
| 3. Spieltag         |                     |                     |                     |                     |
| 10.05.2025          | Alagoinhas AC       | –                   | Esportivo Juventude | 3:4                 |
| 10.05.2025          | Doce Mel EC         | –                   | Prosperidade FC     | 2:0                 |

### Finalrunde
|  | Achtelfinale | Achtelfinale   | Achtelfinale | Achtelfinale | Achtelfinale |  |  | Viertelfinale | Viertelfinale  | Viertelfinale | Viertelfinale | Viertelfinale |  |    | Halbfinale     | Halbfinale | Halbfinale | Halbfinale | Halbfinale |  |  | Finale | Finale | Finale | Finale | Finale |
|  |              |                |              |              |              |  |  |               |                |               |               |               |  |    |                |            |            |            |            |  |  |        |        |        |        |        |
|  | A1           | Galvez EC      | 0            | 2            | 2            |  |  |               |                |               |               |               |  |    |                |            |            |            |            |  |  |        |        |        |        |        |
|  | B2           | Operário-MS    | 3            | 1            | 4            |  |  | B2            | Operário-MS    | 1             | 1             | 2             |  |    |                |            |            |            |            |  |  |        |        |        |        |        |
|  | B1           | Vila Nova FC   | 3            | 4            | 7            |  |  | B1            | Vila Nova FC   | 1             | 2             | 3             |  |    |                |            |            |            |            |  |  |        |        |        |        |        |
|  | A2           | Rolim de Moura | 2            | 0            | 2            |  |  |               |                |               |               |               |  | B1 | Vila Nova FC   | 3          | 1          | 4 (5)      |            |  |  |        |        |        |        |        |
|  | C1           | Pérolas Negras | 2            | 1            | 3            |  |  |               |                |               |               |               |  | C2 | Itabirito FC   | 3          | 1          | 4 (4)      |            |  |  |        |        |        |        |        |
|  | D2           | SERC Brasil    | 1            | 0            | 1            |  |  | C1            | Pérolas Negras | 1             | 1             | 2 (2)         |  |    |                |            |            |            |            |  |  |        |        |        |        |        |
|  | D1           | Coritiba FC    | 0            | 0            | 0            |  |  | C2            | Itabirito FC   | 1             | 1             | 2 (4)         |  |    |                |            |            |            |            |  |  |        |        |        |        |        |
|  | C2           | Itabirito FC   | 2            | 1            | 3            |  |  |               |                |               |               |               |  | B1 | Vila Nova FC   | 2          | 0          | 2          |            |  |  |        |        |        |        |        |
|  | E1           | Ypiranga Clube | 0            | 1            | 1            |  |  |               |                |               |               |               |  | F1 | Atl. Piauiense | 1          | 4          | 5          |            |  |  |        |        |        |        |        |
|  | F2           | Ceará SC       | 1            | 1            | 2            |  |  | F2            | Ceará SC       | 2             | 0             | 2             |  |    |                |            |            |            |            |  |  |        |        |        |        |        |
|  | F1           | Atl. Piauiense | 4            | 3            | 7            |  |  | F1            | Atl. Piauiense | 2             | 3             | 5             |  |    |                |            |            |            |            |  |  |        |        |        |        |        |
|  | E2           | Tuna Luso      | 0            | 2            | 2            |  |  |               |                |               |               |               |  | F1 | Atl. Piauiense | 3          | 3          | 6          |            |  |  |        |        |        |        |        |
|  | G1           | UD Alagoana    | 2            | 2            | 4 (5)        |  |  |               |                |               |               |               |  | H1 | Doce Mel EC    | 0          | 1          | 1          |            |  |  |        |        |        |        |        |
|  | H2           | Esp. Juventude | 2            | 2            | 4 (4)        |  |  | G1            | UD Alagoana    | 1             | 0             | 1 (3)         |  |    |                |            |            |            |            |  |  |        |        |        |        |        |
|  | H1           | Doce Mel EC    | 2            | 1            | 3 (6)        |  |  | H1            | Doce Mel EC    | 0             | 1             | 1 (4)         |  |    |                |            |            |            |            |  |  |        |        |        |        |        |
|  | G2           | Ipojuca AC     | 2            | 1            | 3 (5)        |  |  |               |                |               |               |               |  |    |                |            |            |            |            |  |  |        |        |        |        |        |

Achtelfinale
| Datum         |                     | Gesamt          |                    | Hinspiel | Rückspiel |
| ------------- | ------------------- | --------------- | ------------------ | -------- | --------- |
| 17.05./23.05. | Itabirito FC        | 3:0             | Coritiba FC        | 2:0      | 1:0       |
| 17.05./25.05. | Esportivo Juventude | 4:4 (4:5 i. E.) | UD Alagoana        | 2:2      | 2:2       |
| 17.05./25.05. | Tuna Luso           | 2:7             | Atlético Piauiense | 0:4      | 2:3       |
| 17.05./24.05. | Rolim de Moura EC   | 2:7             | Vila Nova FC       | 2:3      | 0:4       |
| 18.05./23.05. | Ipojuca AC          | 3:3 (5:6 i. E.) | Doce Mel EC        | 2:2      | 1:1       |
| 18.05./24.05. | Ceará SC            | 2:1             | Ypiranga Clube     | 1:0      | 1:1       |
| 18.05./24.05. | SERC Brasil         | 1:3             | AF Pérolas Negras  | 1:2      | 0:1       |
| 18.05./25.05. | Operário-MS         | 4:2             | Galvez EC          | 3:0      | 1:2       |

Viertelfinale
| Datum         |              | Gesamt          |                    | Hinspiel | Rückspiel |
| ------------- | ------------ | --------------- | ------------------ | -------- | --------- |
| 06.06./13.06. | Doce Mel EC  | 1:1 (4:3 i. E.) | UD Alagoana        | 0:1      | 1:0       |
| 07.06./14.06. | Itabirito FC | 2:2 (4:2 i. E.) | AF Pérolas Negras  | 1:1      | 1:1       |
| 08.06./14.06. | Operário-MS  | 2:3             | Vila Nova FC       | 1:1      | 1:2       |
| 07.06./14.06. | Ceará SC     | 2:5             | Atlético Piauiense | 2:2      | 0:3       |

Halbfinale
| Datum         |              | Gesamt          |                    | Hinspiel  | Rückspiel |
| ------------- | ------------ | --------------- | ------------------ | --------- | --------- |
| 21.06./05.07. | Itabirito FC | 4:4 (4:5 i. E.) | Vila Nova FC       | 3:3 (1:2) | 1:1       |
| 22.06./06.07. | Doce Mel EC  | 1:6             | Atlético Piauiense | 0:3 (0:1) | 1:3       |

Finale
| Datum         |              | Gesamt |                    | Hinspiel  | Rückspiel |
| ------------- | ------------ | ------ | ------------------ | --------- | --------- |
| 09.08./17.08. | Vila Nova FC | 2:5    | Atlético Piauiense | 2:1 (1:0) | 0:4 (0:1) |

## Gesamtklassement
In der Platzierung des Gesamtklassements hat das Erreichen der jeweiligen Finalrunde Vorrang vor den erzielten Punkten. Danach ergeben folgende Kriterien die Platzierung:
1. Anzahl der Punkte
2. Anzahl Siege
3. Tordifferenz
4. Anzahl erzielter Tore
5. Direkter Vergleich

| Pl. | Verein                   | Sp. | S | U | N | Tore    | Diff. | Punkte |
| --- | ------------------------ | --- | - | - | - | ------- | ----- | ------ |
| 1.  | Atlético Piauiense       | 11  | 9 | 1 | 1 | 039:900 | +30   | 28     |
| 2.  | Vila Nova FC             | 11  | 7 | 3 | 1 | 023:150 | +8    | 24     |
| 3.  | Itabirito FC             | 9   | 3 | 6 | 0 | 012:800 | +4    | 15     |
| 4.  | Doce Mel EC (A)          | 9   | 3 | 3 | 3 | 011:110 | ±0    | 12     |
| 5.  | AF Pérolas Negras        | 7   | 4 | 3 | 0 | 009:400 | +5    | 15     |
| 6.  | UD Alagoana (A)          | 7   | 4 | 2 | 1 | 013:600 | +7    | 14     |
| 7.  | Ceará SC                 | 7   | 3 | 2 | 2 | 012:900 | +3    | 11     |
| 8.  | Operário-MS              | 7   | 3 | 1 | 3 | 012:110 | +1    | 10     |
| 9.  | Galvez EC                | 5   | 4 | 0 | 1 | 011:800 | +3    | 12     |
| 10. | Coritiba FC              | 5   | 3 | 0 | 2 | 007:500 | +2    | 09     |
| 11. | Ypiranga Clube           | 5   | 2 | 2 | 1 | 006:500 | +1    | 08     |
| 12. | Ipojuca AC               | 5   | 2 | 2 | 1 | 007:800 | −1    | 08     |
| 13. | SERC Brasil              | 5   | 2 | 0 | 3 | 006:500 | +1    | 06     |
| 14. | Esportivo Juventude      | 5   | 1 | 3 | 1 | 009:900 | ±0    | 06     |
| 15. | Rolim de Moura EC        | 5   | 1 | 1 | 3 | 014:100 | +4    | 04     |
| 16. | Tuna Luso                | 5   | 1 | 1 | 3 | 005:100 | −5    | 04     |
| 17. | EC Tarumã                | 3   | 1 | 1 | 1 | 008:300 | +5    | 04     |
| 18. | Prosperidade FC          | 3   | 1 | 1 | 1 | 003:400 | −1    | 04     |
| 19. | SE União                 | 3   | 1 | 0 | 2 | 007:300 | +4    | 03     |
| 20. | Criciúma EC              | 3   | 1 | 0 | 2 | 008:600 | +2    | 03     |
| 21. | Mixto EC                 | 3   | 1 | 0 | 2 | 005:400 | +1    | 03     |
| 22. | São Raimundo EC          | 3   | 1 | 0 | 2 | 004:300 | +1    | 03     |
| 23. | Manaus FC                | 3   | 1 | 0 | 2 | 003:600 | −3    | 03     |
| 24. | AE Realidade Jovem       | 3   | 0 | 2 | 1 | 001:300 | −2    | 02     |
| 25. | CRESSPOM                 | 3   | 0 | 1 | 2 | 000:200 | −2    | 01     |
| 26. | Operário-MT              | 3   | 0 | 1 | 2 | 006:900 | −3    | 01     |
| 27. | Alagoinhas AC            | 3   | 0 | 1 | 2 | 005:900 | −4    | 01     |
| 28. | Pinda SC                 | 3   | 0 | 1 | 2 | 000:200 | −2    | 01     |
| 29. | AE Guarani de Paripueira | 3   | 0 | 0 | 3 | 001:800 | −7    | 0      |
| 30. | Toledo EC                | 3   | 0 | 0 | 3 | 002:120 | −10   | 0      |
| 31. | Grêmio Recanto (A)       | 3   | 0 | 0 | 3 | 002:210 | −19   | 0      |
| 32. | IAPE FC                  | 3   | 0 | 0 | 3 | 001:210 | −20   | 0      |

| (A) | Absteiger des Vorjahres |

## Torschützenliste
| Pl. | Spielerin        | Verein             | Tore |
| --- | ---------------- | ------------------ | ---- |
| 1   | Silmara          | Atlético Piauiense | 10   |
| 2   | Aissa            | Operário FC (MS)   | 7    |
|     | Jéssica Alagoana | UD Alagoana        | 7    |
|     | Vânia            | Vila Nova FC       | 7    |
| 5   | Naytielle        | Vila Nova FC       | 6    |
| 6   | Tamara           | Ipojuca AC         | 5    |

## Prämien
Der CBF lobte für die Teilnahme der jeweiligen Runden Prämien aus.
- 1. Runde: 36.000 Real
- Achtelfinale: 25.000 Real
- Viertelfinale: 25.000 Real
- Halbfinale: 25.000 Real
- Finalist: 30.000 Real
- Meister: 60.000 Real

## Saison 2025
- Campeonato Brasileiro de Futebol Feminino 2025 - Série A1
- Campeonato Brasileiro de Futebol Feminino 2025 - Série A2
- Copa do Brasil de Futebol Feminino 2025